# Oveja Welsh Mountain

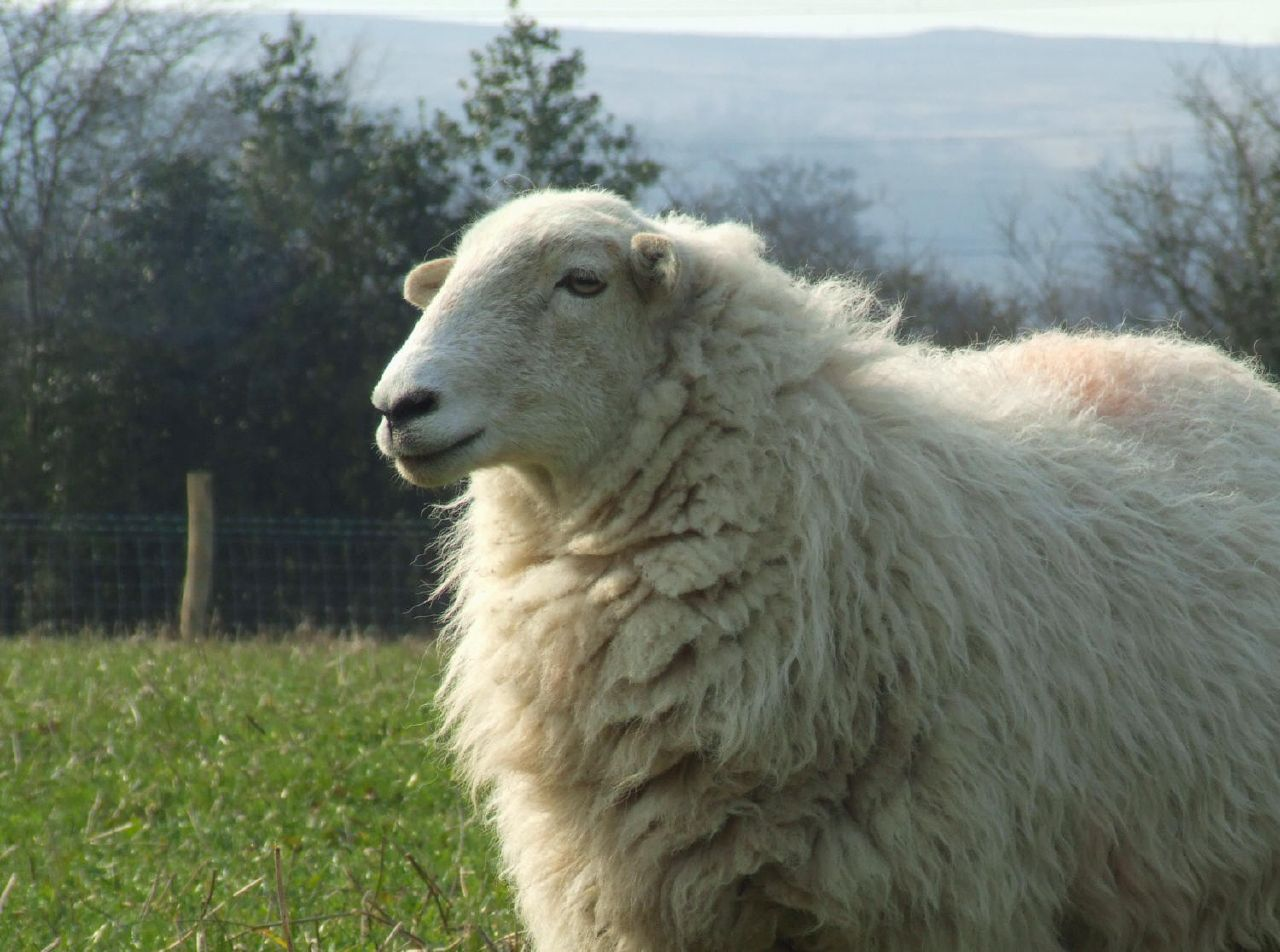
Una oveja Welsh Mountain blanca

Las ovejas Welsh Mountain u ovejas de montaña galesas son ovejas pequeñas y resistentes procedentes de las partes más altas de las montañas galesas. Los machos tienen cuernos, y las hembras no; no tienen lana en la cara o las patas, y tienen colas largas.

## Descripción
La oveja Welsh Mountain es generalmente blanca con una cara blanca sin lana en la frente o las mejillas y patas blancas sin lana debajo de la articulación. Las hembras no tienen cuernos pero los carneros generalmente tienen cuernos curvos, aunque algunos no tienen. El vellón es grueso y moderadamente largo.
Los criadores le dan una alta prioridad a la resistencia, la capacidad de ordeño, la calidad de la crianza y la supervivencia del cordero. (El porcentaje de parto puede ser del 130%, que se eleva al 180% en condiciones favorables en pastos mejorados.). No siempre fue así;  el ganadero Arthur Young, describió a la oveja de montaña galesa como "la más despreciable de todas las clases" y un juez en una exposición agrícola en la década de 1880 la describió como "un diminuto animal mal formado con su pelaje peludo que recuerda más al pelo que a la lana" 

## Adaptaciones
La oveja Welsh Mountain se adapta bien al entorno hostil en el que vive. Es pequeña y de patas firmes, capaz de abrirse camino sobre roca y pedregal, encontrar refugio en climas tempestuosos, cavar en la nieve buscando alimento, trepar por paredes y atravesar pequeñas brechas, abrirse camino a través de pantanos y encontrar suficiente comida en los pastos más exiguos. En su País de Gales natal se mantienen en las colinas o en la montaña abierta durante todo el año, siendo estabuladas unas cuantas veces al año. La mayoría de los rebaños descienden de ovejas que han pastado en las mismas montañas durante generaciones. Hay historias de ovejas que se alimentaban en los basureros en Blaenau Ffestiniog y de otras que sabían salvar los pasos guardaganados para acceder a mejores pastos.

## Usos
La oveja de montaña galesa es una raza de doble propósito y es la base de la industria ovina galesa[2]. En la Edad Media estas ovejas se criaban principalmente por su lana y su leche, pero en el siglo XIX se habían hecho famosas en Inglaterra por su sabrosa carne y se dice que la reina Victoria exigía cordero galés en la mesa real.
La carne del cordero de esta raza es muy apreciada, y a menudo han ganado premios. El canal de un cordero de pura raza galesa de montaña suele estar entre 11 y 16 kg, mientras que un cordero de un cruce entre una oveja galesa y un carnero de otra raza o un cordero criado en pastos mejorados, es más grande, entre 16 y 20 kg.